# Talang Padang (Talang Padang)
Talang Padang is een bestuurslaag in het regentschap Tanggamus van de provincie Lampung, Indonesië. Talang Padang telt 5168 inwoners (volkstelling 2010).